# Diletta Carli
Pour les articles homonymes, voir Carli.
Diletta Carli (née le 7 mai 1996 à Pietrasanta) est une nageuse italienne.

## Biographie
Lors des championnats d'Europe à Debrecen, Diletta Carli remporte la médaille d'or lors du relais 4 × 200 m nage libre. Aux Jeux olympiques de Londres 2012, elle participe au relais 4 × 200 m nage libre que les Italiennes achèvent à la septième place. En 2013, elle devient championne du monde junior du 200 m nage libre à Dubaï